# Salles-la-Source
Pour les articles homonymes, voir Salles.
Salles-la-Source, Salles-Comtaux (Salas comtals en langue d'oc) du XIe siècle jusqu'à la Révolution, est une commune française située dans le département de l'Aveyron, en région Occitanie.
Le patrimoine architectural de la commune comprend dix immeubles protégés au titre des monuments historiques : le dolmen du Genevrier, classé en 1889, l'église Saint-Paul, classée en 1937, l'église Saint-Austremoine, classée en 1942, l'église de Souyris, inscrite en 1944, une maison, inscrite en 1947, une croix, inscrite en 1947, le château de la Garde, inscrit en 1976, le dolmen de Saint-Antonin, classé en 1989, le château de Cougousse, inscrit en 1993, le dolmen de Montaubert 1, inscrit en 1993, le dolmen de Pérignagol 1, inscrit en 1994, le château du Colombier, inscrit en 1995, le dolmen de Perignagol II, inscrit en 1997, le dolmen des Vézinies 3, inscrit en 1997, l'église Saint-Amans, inscrite en 2004, les vestiges du théâtre antique de Cadayrac, inscrits en 2015, et la tour de la Vayssière, inscrite en 2016.

## Géographie

### Localisation
La commune se situe dans le sud du Massif central et fait partie du département de l'Aveyron, de l'arrondissement de Rodez et du canton de Marcillac-Vallon. Son territoire est vaste : elle s'étend sur 7 803 hectares. Le bourg chef-lieu de la commune de Salles-la-Source se trouve sur la route qui va de Rodez (la préfecture du département, distante d'une douzaine de kilomètres) à Conques, qui est à une vingtaine de kilomètres.

### Communes limitrophes
Les communes limitrophes sont Druelle Balsac, Marcillac-Vallon, Mouret, Muret-le-Château, Onet-le-Château, Rodelle, Sébazac-Concourès, Valady et Balsac.

### Paysages et relief
Pour les deux tiers de sa superficie, Salles-la-Source occupe la pointe ouest du causse Comtal, plateau calcaire dans le prolongement des Grands Causses. La faille sud du causse Comtal, où la rivière du Créneau a creusé sa vallée, sépare la commune en deux. Son altitude moyenne est de 408 mètres, son point le plus haut culmine à 613 mètres.

### Hydrographie

#### Réseau hydrographique

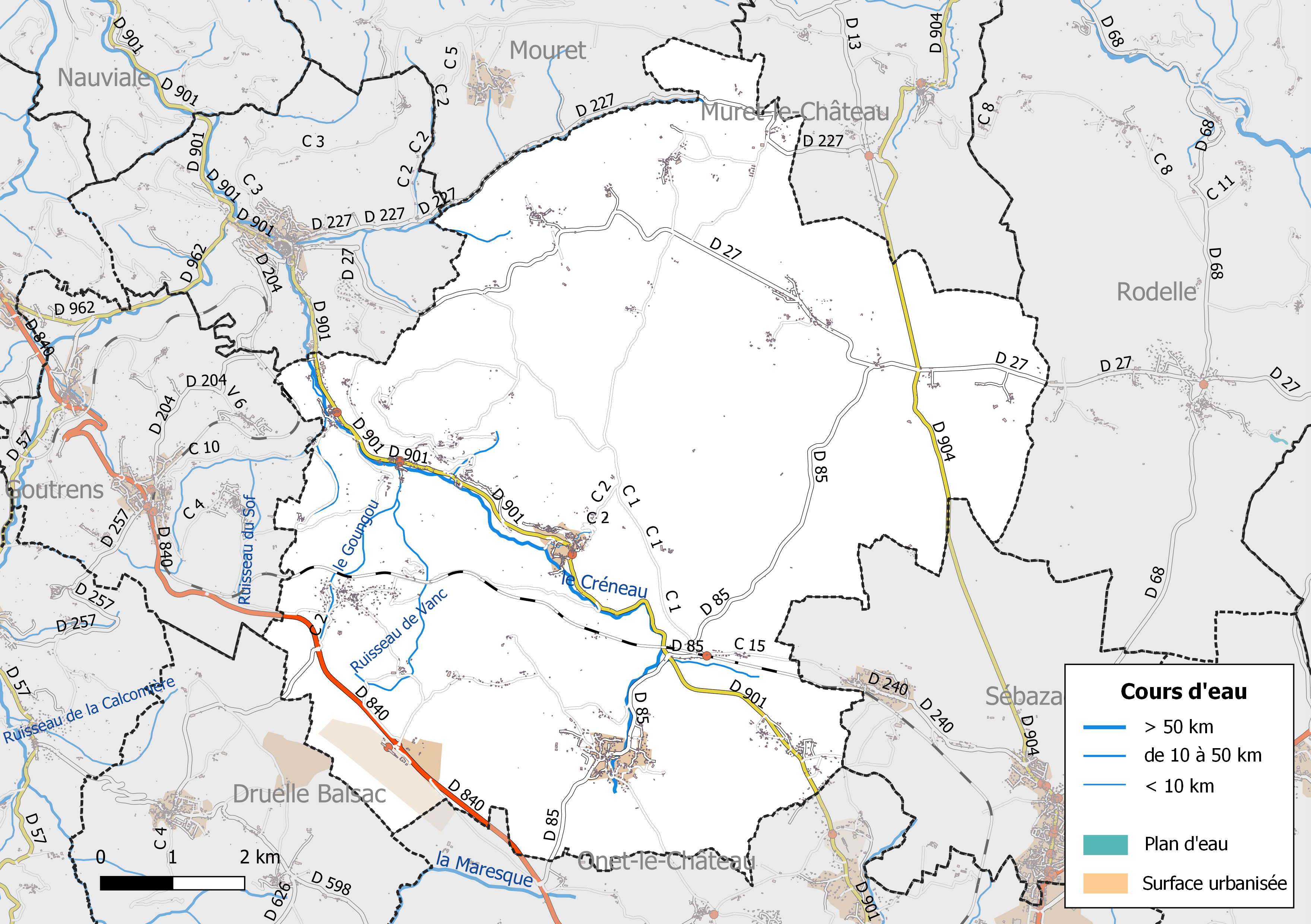
Réseaux hydrographique et routier de Salles-la-Source.

La commune est drainée par le Créneau, le ruisseau de Cruou, Bras du Créneau, le Goungou, le ruisseau de Cassanhettes, le ruisseau de la Base, le ruisseau de Vanc et le ruisseau le créneau et par divers petits cours d'eau.
Le Créneau, d'une longueur totale de 18,4 km, prend sa source dans la commune de Salles-la-Source et se jette  dans le Dourdou de Conques  à Nauviale, après avoir arrosé 3 communes.

#### Gestion des cours d'eau
La gestion des cours d’eau situés dans le bassin de l’Aveyron est assurée par l’établissement public d'aménagement et de gestion des eaux (EPAGE) Aveyron amont, créé le 1er janvier 2017, en remplacement du syndicat mixte du bassin versant Aveyron amont,,.

### Climat
Pour des articles plus généraux, voir Climat de l'Occitanie et Climat de l'Aveyron.
En 2010, le climat de la commune est de type climat océanique altéré, selon une étude s'appuyant sur une série de données couvrant la période 1971-2000. En 2020, Météo-France publie une typologie des climats de la France métropolitaine dans laquelle la commune est exposée à un climat de montagne et est dans la région climatique Sud-est du Massif Central, caractérisée par une pluviométrie annuelle de 1 000 à 1 500 mm, minimale en été, maximale en automne.
Pour la période 1971-2000, la température annuelle moyenne est de 10,9 °C, avec une amplitude thermique annuelle de 15,9 °C. Le cumul annuel moyen de précipitations est de 1 123 mm, avec 11,7 jours de précipitations en janvier et 6,9 jours en juillet. Pour la période 1991-2020, la température moyenne annuelle observée sur la station météorologique installée sur la commune est de 11,1 °C et le cumul annuel moyen de précipitations est de 869,1 mm,. Pour l'avenir, les paramètres climatiques de la commune estimés pour 2050 selon différents scénarios d'émission de gaz à effet de serre sont consultables sur un site dédié publié par Météo-France en novembre 2022.
| Mois                                  | jan.             | fév.            | mars           | avril         | mai           | juin          | jui.            | août          | sep.            | oct.          | nov.             | déc.             | année      |
| ------------------------------------- | ---------------- | --------------- | -------------- | ------------- | ------------- | ------------- | --------------- | ------------- | --------------- | ------------- | ---------------- | ---------------- | ---------- |
| Température minimale moyenne (°C)     | −0,2             | −0,5            | 2,1            | 4,5           | 8             | 11,4          | 13,4            | 13,4          | 9,9             | 7,5           | 3,2              | 0,5              | 6,1        |
| Température moyenne (°C)              | 3,4              | 3,9             | 7,1            | 9,7           | 13,4          | 17,2          | 19,5            | 19,6          | 15,6            | 12,1          | 7,1              | 4,3              | 11,1       |
| Température maximale moyenne (°C)     | 7,1              | 8,3             | 12,1           | 14,9          | 18,9          | 23            | 25,7            | 25,8          | 21,3            | 16,6          | 10,9             | 8                | 16,1       |
| Record de froid (°C) date du record   | −25,2 16.01.1985 | −16,1 05.02.12  | −14,5 01.03.05 | −6,2 04.04.22 | −2,7 06.05.19 | 1,3 05.06.14  | 3 17.07.00      | 3 30.08.1986  | −2 21.09.1977   | −6,1 25.10.03 | −11,5 06.11.1980 | −13,2 03.12.1973 | −25,2 1985 |
| Record de chaleur (°C) date du record | 18,9 01.01.22    | 23,5 24.02.1990 | 25 26.03.1989  | 26,5 28.04.23 | 33,1 21.05.22 | 38,9 27.06.19 | 38,8 30.07.1983 | 38,9 23.08.23 | 34,4 18.09.1987 | 30,9 01.10.23 | 25,8 05.11.1972  | 21 29.12.1983    | 38,9 2023  |
| Ensoleillement (h)                    | 847              | 1 249           | 1 715          | 1 927         | 2 189         | 2 558         | 2 822           | 2 738         | 2 182           | 1 647         | 1 038            | 102              | 2 193      |
| Précipitations (mm)                   | 74,9             | 54,1            | 62,6           | 84,3          | 96,9          | 64,2          | 55,6            | 59,9          | 77,5            | 75,8          | 85,3             | 78               | 869,1      |

### Milieux naturels et biodiversité

#### Espaces protégés
La protection réglementaire est le mode d’intervention le plus fort pour préserver des espaces naturels remarquables et leur biodiversité associée.
Un espace protégé est présent sur la commune : 
Le Causse du Puech Hiver, objet d'un arrêté préfectoral de protection de biotope, d'une superficie de 16,7 ha.
L’inventaire des zones naturelles d'intérêt écologique, faunistique et floristique (ZNIEFF) a pour objectif de réaliser une couverture des zones les plus intéressantes sur le plan écologique, essentiellement dans la perspective d’améliorer la connaissance du patrimoine naturel national et de fournir aux différents décideurs un outil d’aide à la prise en compte de l’environnement dans l’aménagement du territoire.
Le territoire communal de Salles-la-Source comprend cinq ZNIEFF de type 1, : 
- le « Cadayrac et causse de Lanhac » (2 580 ha), couvrant 3 communes du département[15] ;
- les « Coteaux et Vallon du créneau et du cruou » (569 ha), couvrant 4 communes du département[16] ;
- les « Falaises et causse à Salles-la-Source » (677,10 ha)[17] ;
- le « Pech hiver, bois de la Cayrousse et pech de Triou » (2 151 ha), couvrant 4 communes du département[18] ;
- le « Vallon de l'Ady à Marcillac » (315,2 ha), couvrant 3 communes du département[19] ;

et deux ZNIEFF de type 2, : 
- le « Causse comtal » (13 496 ha), qui s'étend sur 9 communes de l'Aveyron[20] ;
- la « Vallée du Dourdou » (5 964 ha), qui s'étend sur 16 communes de l'Aveyron[21].

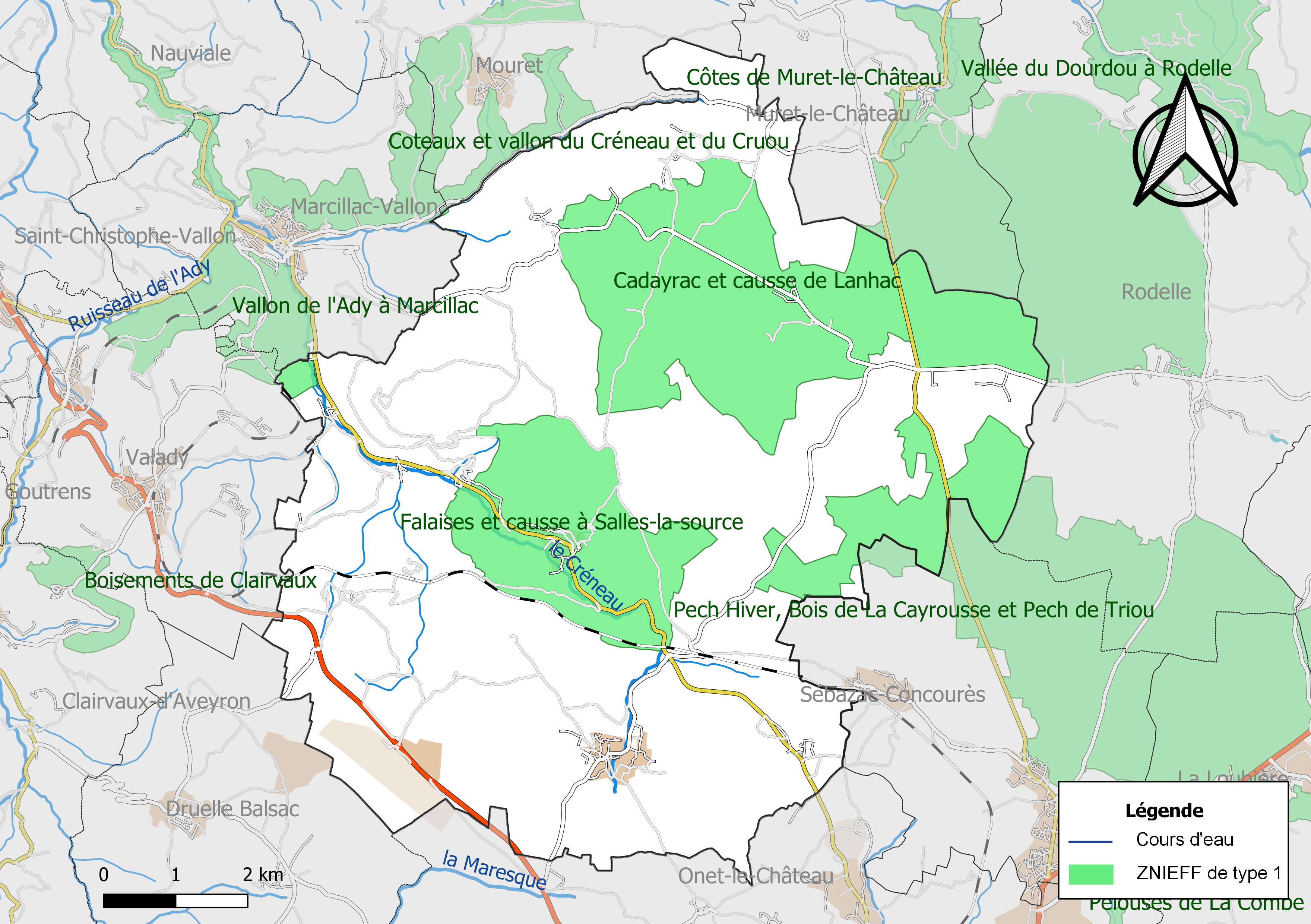
Carte des ZNIEFF de type 1 de la commune.
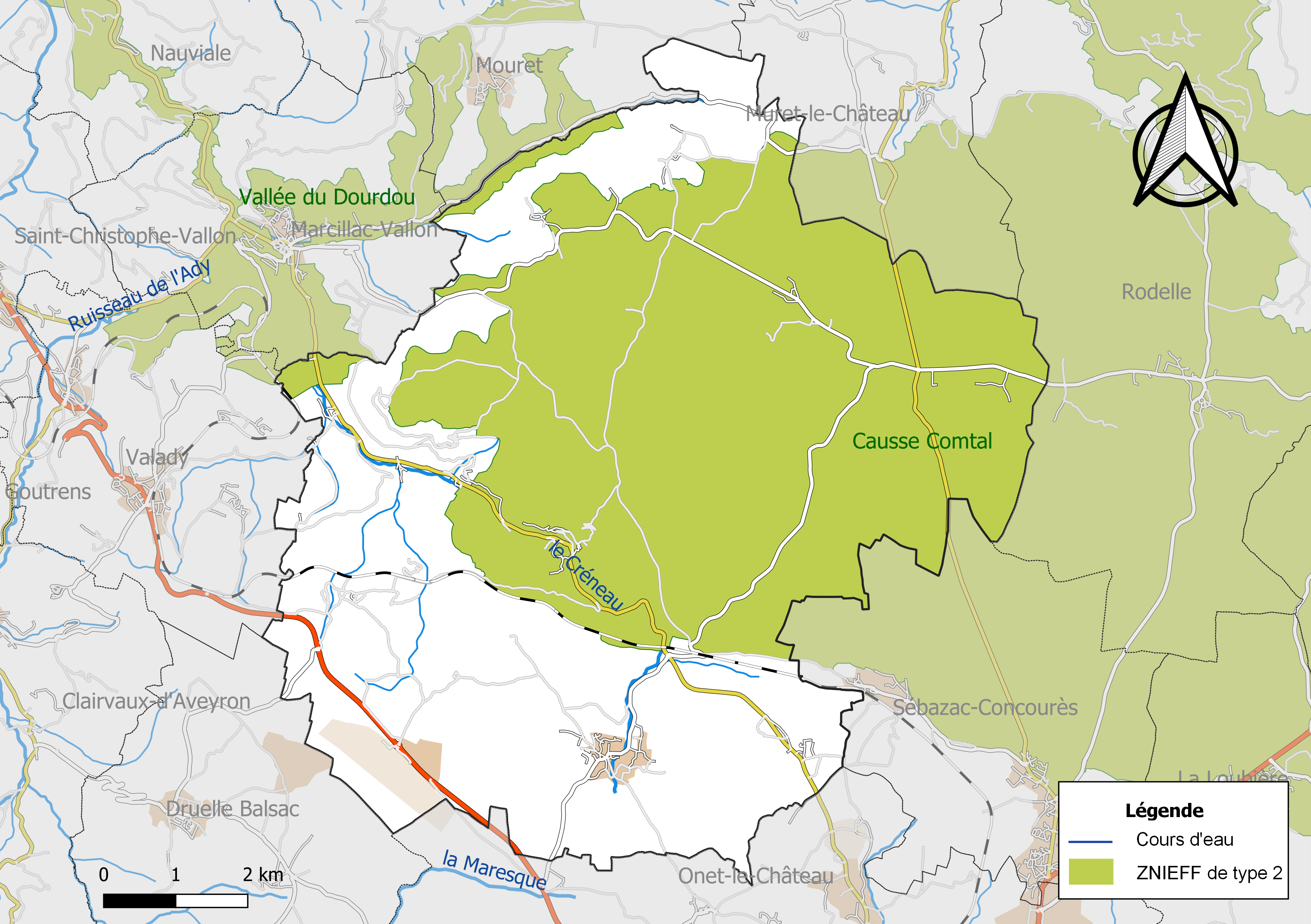
Carte des ZNIEFF de type 2 de la commune.

## Urbanisme

### Typologie
Au 1er janvier 2024, Salles-la-Source est catégorisée commune rurale à habitat dispersé, selon la nouvelle grille communale de densité à 7 niveaux définie par l'Insee en 2022.
Elle est située hors unité urbaine. Par ailleurs la commune fait partie de l'aire d'attraction de Rodez, dont elle est une commune de la couronne,. Cette aire, qui regroupe 68 communes, est catégorisée dans les aires de 50 000 à moins de 200 000 habitants,.

### Occupation des sols

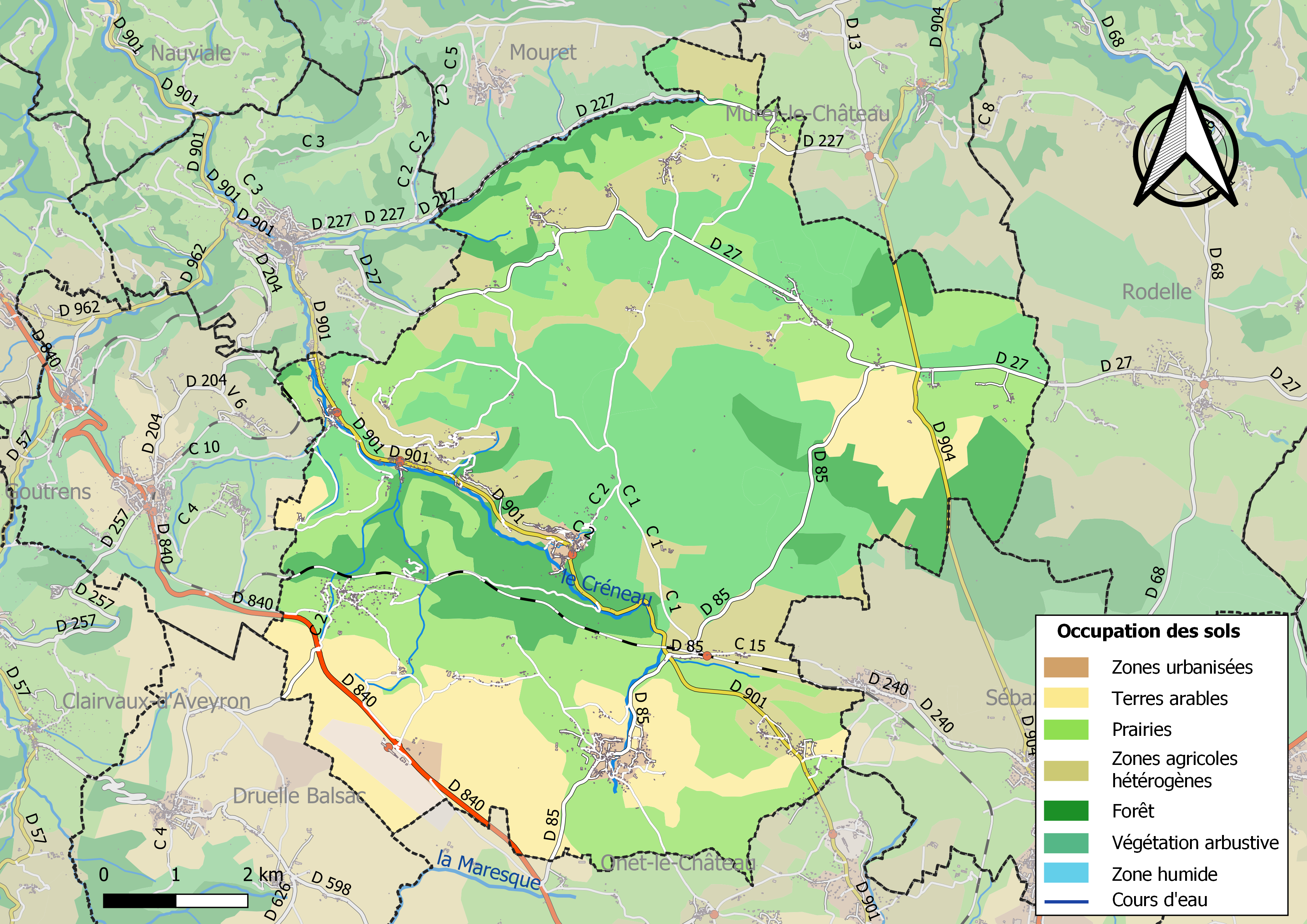
Infrastructures et occupation des sols de la commune de Salles-la-Source.

L'occupation des sols de la commune, telle qu'elle ressort de la base de données européenne d’occupation biophysique des sols Corine Land Cover (CLC), est marquée par l'importance des territoires agricoles (55,7 % en 2018), en augmentation par rapport à 1990 (50,5 %). La répartition détaillée en 2018 est la suivante : 
milieux à végétation arbustive et/ou herbacée (27,7 %), prairies (27 %), zones agricoles hétérogènes (14,4 %), terres arables (14,3 %), forêts (13,3 %), zones urbanisées (1,4 %), zones industrielles ou commerciales et réseaux de communication (1,1 %), mines, décharges et chantiers (0,8 %).

### Planification
La loi SRU du 13 décembre 2000 a incité fortement les communes à se regrouper au sein d’un établissement public, pour déterminer les partis d’aménagement de l’espace au sein d’un SCoT, un document essentiel d’orientation stratégique des politiques publiques à une grande échelle. La commune est dans le territoire du SCoT du Centre Ouest Aveyron  approuvé en février 2020. La structure porteuse est le Pôle d'équilibre territorial et rural Centre Ouest Aveyron, qui associe neuf EPCI, notamment la communauté de communes Conques-Marcillac, dont la commune est membre.
La commune disposait en 2017 d'un plan local d'urbanisme approuvé. Le zonage réglementaire et le règlement associé peuvent être consultés sur le Géoportail de l'urbanisme.

### Risques majeurs
Le territoire de la commune de Salles-la-Source est vulnérable à différents aléas naturels : inondations, climatiques (hiver exceptionnel ou canicule), feux de forêts et séisme (sismicité faible).
Il est également exposé à un risque technologique, le transport de matières dangereuses, et à deux risques particuliers, les risques radon et minier,.

#### Risques naturels

Zones inondables de la commune de Salles-la-Source.

Certaines parties du territoire communal sont susceptibles d’être affectées par le risque d’inondation par débordement du Créneau. Les dernières grandes crues historiques, ayant touché plusieurs parties du département, remontent aux 3 et 4 décembre 2003 (dans les bassins du Lot, de l'Aveyron, du Viaur et du Tarn) et au 28 novembre 2014 (bassins de la Sorgues et du Dourdou). Ce risque est pris en compte dans l'aménagement du territoire de la commune par le biais du Plan de prévention du risque inondation (PPRI) du bassin du Dourdou de Conques, approuvé le 3 décembre 2015.
Le Plan départemental de protection des forêts contre les incendies découpe le département de l’Aveyron en sept « bassins de risque » et définit une sensibilité des communes à l’aléa feux de forêt (de faible à très forte). La commune est classée en sensibilité forte.
Les mouvements de terrains susceptibles de se produire sur la commune sont soit des mouvements liés au retrait-gonflement des argiles, soit des effondrements liés à des cavités souterraines. Le phénomène de retrait-gonflement des argiles est la conséquence d'un changement d'humidité des sols argileux. Les argiles sont capables de fixer l'eau disponible mais aussi de la perdre en se rétractant en cas de sécheresse. Ce phénomène peut provoquer des dégâts très importants sur les constructions (fissures, déformations des ouvertures) pouvant rendre inhabitables certains locaux. La carte de zonage de cet aléa peut être consultée sur le site de l'observatoire national des risques naturels Géorisques. Une autre carte permet de prendre connaissance des cavités souterraines localisées sur la commune,.

#### Risques technologiques
Le risque de transport de matières dangereuses sur la commune est lié à sa traversée par des infrastructures routières et ferroviaires importantes et la présence d'une canalisation de transport de gaz. Un accident se produisant sur de telles infrastructures est en effet susceptible d’avoir des effets graves au bâti ou aux personnes jusqu’à 350 m, selon la nature du matériau transporté. Des dispositions d’urbanisme peuvent être préconisées en conséquence.

#### Risques particuliers
La commune est concernée par le risque minier, principalement lié à l’évolution des cavités souterraines laissées à l’abandon et sans entretien après l’exploitation des mines.
Dans plusieurs parties du territoire national, le radon, accumulé dans certains logements ou autres locaux, peut constituer une source significative d’exposition de la population aux rayonnements ionisants. Toutes les communes du département sont concernées par le risque radon à un niveau plus ou moins élevé. Selon le dossier départemental des risques majeurs du département établi en 2013, la commune de Salles-la-Source est classée à risque moyen à élevé. Un décret du 4 juin 2018 a modifié la terminologie du zonage définie dans le code de la santé publique et a été complété par un arrêté du 27 juin 2018 portant délimitation des zones à potentiel radon du territoire français. La commune est désormais en zone 3, à savoir zone à potentiel radon significatif.

## Toponymie
Salles signifie probablement grottes (en vieux français) et une source abondante et une cascade s'y trouvent. La communauté a porté le nom de « Salles Comtaux » (Salas comtals en langue d'oc) du XIe siècle jusqu'à la Révolution française où, après être devenue commune, elle fut rebaptisée durant la Terreur et, à la différence de nombreuses communes ayant subi un sort identique, ne recouvra pas son ancien nom une fois les troubles apaisés. À défaut d'en avoir adopté un officiellement, le gentilé Salles-Comtois - Salles-Comtoise est parfois utilisé.

## Politique et administration

### Découpage territorial
La commune de Salles-la-Source est membre de la communauté de communes Conques-Marcillac, un établissement public de coopération intercommunale (EPCI) à fiscalité propre créé le 27 décembre 1996 dont le siège est à Marcillac-Vallon. Ce dernier est par ailleurs membre d'autres groupements intercommunaux.
Sur le plan administratif, elle est rattachée à l'arrondissement de Rodez, au département de l'Aveyron et à la région Occitanie. Sur le plan électoral, elle dépend du  canton du Vallon pour l'élection des conseillers départementaux, depuis le redécoupage cantonal de 2014 entré en vigueur en 2015, et de la première circonscription de l'Aveyron  pour les élections législatives, depuis le dernier découpage électoral de 2010.

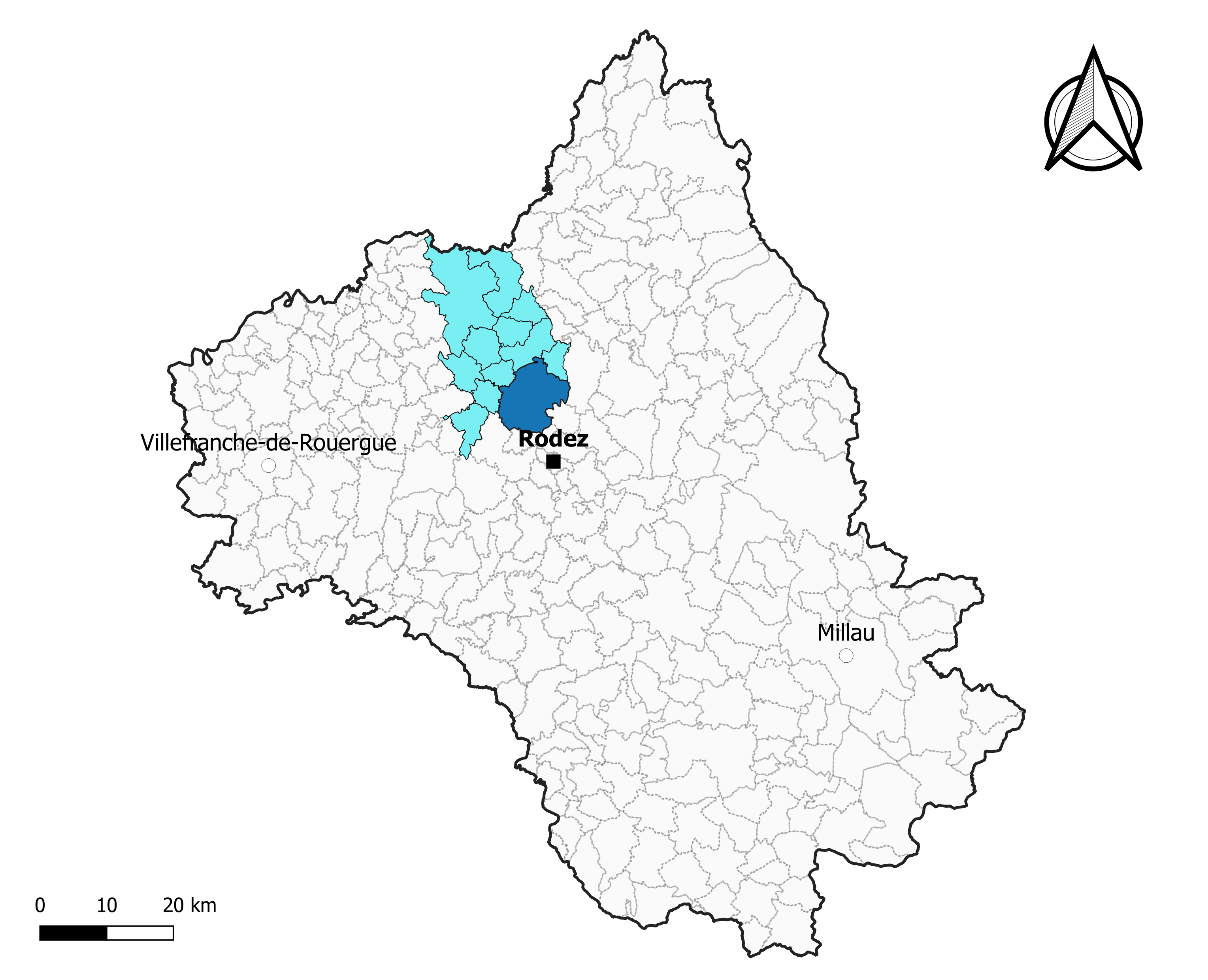
Salles-la-Source dans l'intercommunalité en 2020.
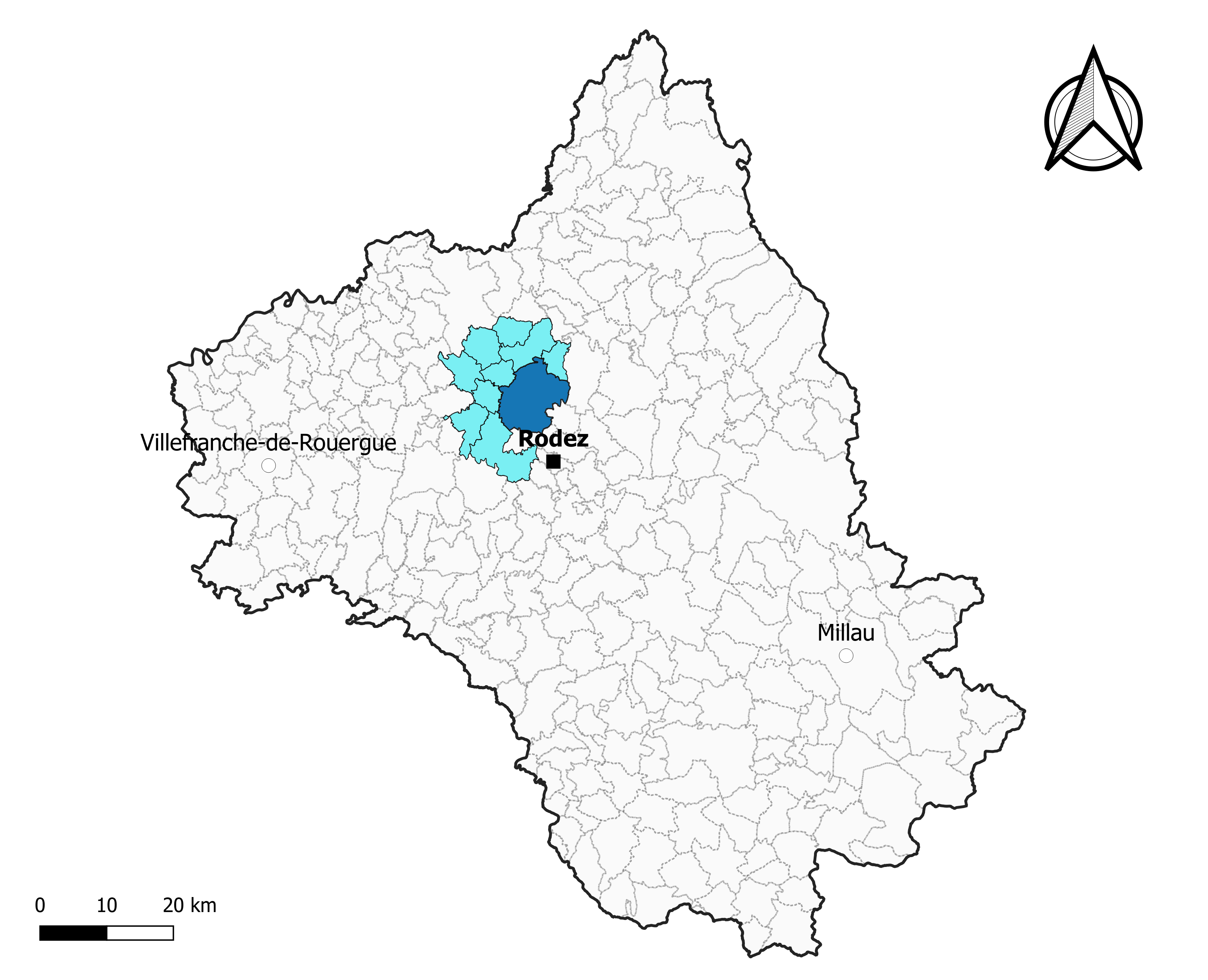
Salles-la-Source dans le canton du Vallon en 2020.
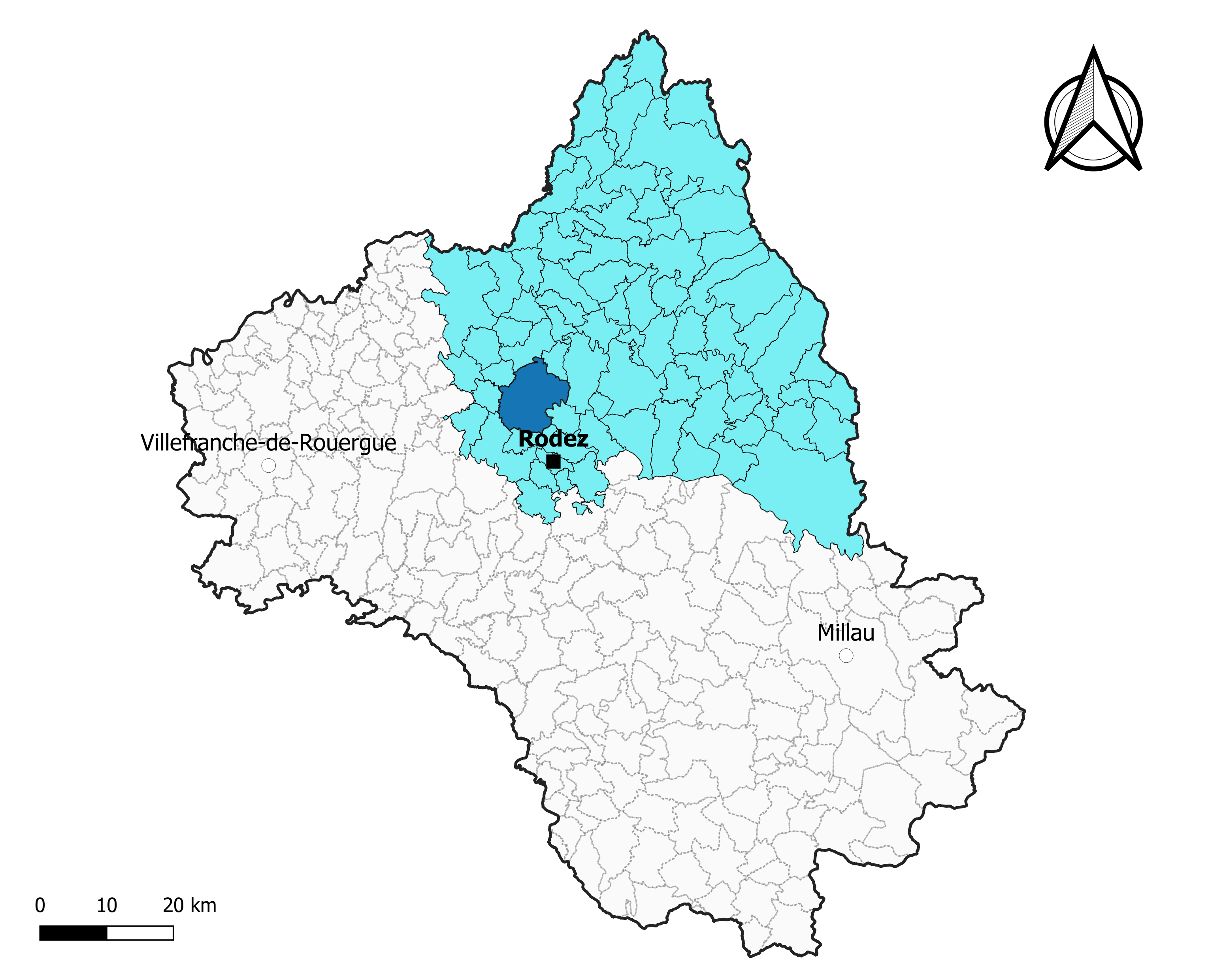
Salles-la-Source dans l'arrondissement de Rodez en 2020.

### Élections municipales et communautaires

#### Élections de 2020
| Tête de liste      | Suffrages | Pourcentage | CM | CC |
| ------------------ | --------- | ----------- | -- | -- |
| Jean-Louis Alibert | 589       | 60,22 %     | 16 | 4  |
| Olivia Maillebuau  | 389       | 39,77 %     | 3  | 1  |

Le conseil municipal de Salles-la-Source, commune de plus de 1 000 habitants, est élu au scrutin proportionnel de liste à deux tours (sans aucune modification possible de la liste), pour un mandat de six ans renouvelable. Compte tenu de la population communale, le nombre de sièges à pourvoir lors des élections municipales de 2020 est de 19. Les dix-neuf conseillers municipaux sont élus au premier tour avec un taux de participation de 51,8 %, se répartissant en seize issus de la liste conduite par Jean-Louis Alibert et trois issus de celle d'Olivia Maillebuau.
Jean-Louis Alibert, maire sortant, est réélu pour un nouveau mandat le 23 mai 2020.
Les cinq sièges attribués à la commune au sein du conseil communautaire de la communauté de communes Conques-Marcillac se répartissent en : liste de Jean-Louis Alibert (4) et liste d'Olivia Maillebuau (1).

#### Liste des maires
| Période                                  | Période   | Identité            | Étiquette | Qualité      |
| ---------------------------------------- | --------- | ------------------- | --------- | ------------ |
| 1930                                     | 1945      | Élie Benoit         |           |              |
| 1945                                     | 1965      | Louis Séguret       |           |              |
| 1965                                     | 1968      | Michel Vesco        |           |              |
| 1968                                     | 1971      | Justin Rouvellat    |           |              |
| mars 1971                                | mars 1983 | Henri Laporte       |           |              |
| mars 1983                                | mars 1995 | René Bouzat         |           |              |
| juin 1995                                | mars 2008 | Bernard Cazals      |           |              |
| mars 2008                                | mars 2014 | Robert Caule        | DVD       |              |
| mars 2014                                | En cours  | Jean-Louis Alibert, |           | Ancien cadre |
| Les données manquantes sont à compléter. |           |                     |           |              |

## Démographie
L'évolution du nombre d'habitants est connue à travers les recensements de la population effectués dans la commune depuis 1793. Pour les communes de moins de 10 000 habitants, une enquête de recensement portant sur toute la population est réalisée tous les cinq ans, les populations de référence des années intermédiaires étant quant à elles estimées par interpolation ou extrapolation. Pour la commune, le premier recensement exhaustif entrant dans le cadre du nouveau dispositif a été réalisé en 2004.

En 2022, la commune comptait 2 313 habitants, en évolution de +5,14 % par rapport à 2016 (Aveyron : +0,37 %, France hors Mayotte : +2,11 %).
| 1793  | 1800  | 1806  | 1821  | 1831  | 1836  | 1841  | 1846  | 1851  |
| ----- | ----- | ----- | ----- | ----- | ----- | ----- | ----- | ----- |
| 2 150 | 2 023 | 2 286 | 2 159 | 2 210 | 2 507 | 2 601 | 2 820 | 2 704 |

| 1856  | 1861  | 1866  | 1872  | 1876  | 1881  | 1886  | 1891  | 1896  |
| ----- | ----- | ----- | ----- | ----- | ----- | ----- | ----- | ----- |
| 2 894 | 3 060 | 2 918 | 2 832 | 2 756 | 2 805 | 2 800 | 2 603 | 2 574 |

| 1901  | 1906  | 1911  | 1921  | 1926  | 1931  | 1936  | 1946  | 1954  |
| ----- | ----- | ----- | ----- | ----- | ----- | ----- | ----- | ----- |
| 2 263 | 2 180 | 2 185 | 1 898 | 1 801 | 1 772 | 1 701 | 1 496 | 1 487 |

| 1962  | 1968  | 1975  | 1982  | 1990  | 1999  | 2004  | 2006  | 2009  |
| ----- | ----- | ----- | ----- | ----- | ----- | ----- | ----- | ----- |
| 1 300 | 1 148 | 1 187 | 1 294 | 1 594 | 1 800 | 1 912 | 1 935 | 2 075 |

| 2014  | 2019  | 2022  | - | - | - | - | - | - |
| ----- | ----- | ----- | - | - | - | - | - | - |
| 2 204 | 2 265 | 2 313 | - | - | - | - | - | - |

## Économie

### Revenus
En 2018  (données Insee publiées en septembre 2021), la commune compte 852 ménages fiscaux, regroupant 2 045 personnes. La médiane du revenu disponible par unité de consommation est de 24 470 € (20 640 € dans le département). 60 % des ménages fiscaux sont imposés ( % dans le département).

### Emploi
| Division       | 2008  | 2013  | 2018  |
| -------------- | ----- | ----- | ----- |
| Commune        | 3,3 % | 4,2 % | 4,1 % |
| Département    | 5,4 % | 7,1 % | 7,1 % |
| France entière | 8,3 % | 10 %  | 10 %  |

En 2018, la population âgée de 15 à 64 ans s'élève à 1 255 personnes, parmi lesquelles on compte 80,4 % d'actifs (76,3 % ayant un emploi et 4,1 % de chômeurs) et 19,6 % d'inactifs,. Depuis 2008, le taux de chômage communal (au sens du recensement) des 15-64 ans est inférieur à celui de la France et du département.
La commune fait partie de la couronne de l'aire d'attraction de Rodez, du fait qu'au moins 15 % des actifs travaillent dans le pôle,. Elle compte 470 emplois en 2018, contre 493 en 2013 et 457 en 2008. Le nombre d'actifs ayant un emploi résidant dans la commune est de 978, soit un indicateur de concentration d'emploi de 48 % et un taux d'activité parmi les 15 ans ou plus de 55,8 %.
Sur ces 978 actifs de 15 ans ou plus ayant un emploi, 163 travaillent dans la commune, soit 17 % des habitants. Pour se rendre au travail, 92,2 % des habitants utilisent un véhicule personnel ou de fonction à quatre roues, 0,5 % les transports en commun, 2,5 % s'y rendent en deux-roues, à vélo ou à pied et 4,8 % n'ont pas besoin de transport (travail au domicile).

### Activités hors agriculture

#### Secteurs d'activités
150 établissements sont implantés  à Salles-la-Source au 31 décembre 2019. Le tableau ci-dessous en détaille le nombre par secteur d'activité et compare les ratios avec ceux du département,.
| Secteur d'activité                                                                                        | Commune | Commune | Département |
| Secteur d'activité                                                                                        | Nombre  | %       | %           |
| --- | ------- | ------- | ----------- |
| Ensemble                                                                                                  | 150     | 100 %   | (100 %)     |
| Industrie manufacturière, industries extractives et autres                                                | 20      | 13,3 %  | (17,7 %)    |
| Construction                                                                                              | 28      | 18,7 %  | (13 %)      |
| Commerce de gros et de détail, transports, hébergement et restauration                                    | 26      | 17,3 %  | (27,5 %)    |
| Information et communication                                                                              | 6       | 4 %     | (1,5 %)     |
| Activités financières et d'assurance                                                                      | 8       | 5,3 %   | (3,4 %)     |
| Activités immobilières                                                                                    | 10      | 6,7 %   | (4,2 %)     |
| Activités spécialisées, scientifiques et techniques et activités de services administratifs et de soutien | 29      | 19,3 %  | (12,4 %)    |
| Administration publique, enseignement, santé humaine et action sociale                                    | 12      | 8 %     | (12,7 %)    |
| Autres activités de services                                                                              | 11      | 7,3 %   | (7,8 %)     |

Le secteur des activités spécialisées, scientifiques et techniques et des activités de services administratifs et de soutien est prépondérant sur la commune puisqu'il représente 19,3 % du nombre total d'établissements de la commune (29 sur les 150 entreprises implantées  à Salles-la-Source), contre 12,4 % au niveau départemental.

#### Entreprises
Les cinq entreprises ayant leur siège social sur le territoire communal qui génèrent le plus de chiffre d'affaires en 2020 sont : 
- Jadical, supermarchés (13 439 k€) ;
- SAS Vermorel, autres travaux spécialisés de construction (3 885 k€) ;
- Air 12, services auxiliaires des transports aériens (615 k€) ;
- Issalis Et Fils, travaux d'installation électrique dans tous locaux (520 k€) ;
- P. Imbert Travaux Acrobatiques, autres travaux spécialisés de construction (476 k€).

Une chute d'eau présente dans le village est utilisée pour produire de l'énergie via une centrale hydroélectrique construite en 1928. Une conduite de 840 mètres transporte l'eau depuis un petit barrage souterrain jusqu'à la micro centrale située 133 mètres plus bas. L'énergie produite est vendue à EDF. Depuis de nombreuses années, elle exerce également un attrait touristique important, qui pourrait et devrait être développé selon l'association Ranimons la cascade !.

### Agriculture
La commune est dans les Grands Causses, une petite région agricole occupant le sud-est du département de l'Aveyron. En 2020, l'orientation technico-économique de l'agriculture  sur la commune est l'élevage d'ovins ou de caprins.
|               | 1988  | 2000  | 2010  | 2020  |
| ------------- | ----- | ----- | ----- | ----- |
| Exploitations | 98    | 65    | 70    | 51    |
| SAU (ha)      | 4 473 | 4 564 | 4 427 | 3 803 |

Le nombre d'exploitations agricoles en activité et ayant leur siège dans la commune est passé de 98 lors du recensement agricole de 1988  à 65 en 2000 puis à 70 en 2010 et enfin à 51 en 2020, soit une baisse de 48 % en 32 ans. Le même mouvement est observé à l'échelle du département qui a perdu pendant cette période 51 % de ses exploitations,. La surface agricole utilisée sur la commune a également diminué, passant de 4 473 ha en 1988 à 3 803 ha en 2020. Parallèlement la surface agricole utilisée moyenne par exploitation a augmenté, passant de 46 à 75 ha.
Avec plus de soixante exploitations agricoles, l'économie de la commune est caractérisée par une agriculture traditionnelle extensive basée sur l'élevage de brebis et de vaches pour la production de broutards destinés à l'engraissement. Les éleveurs traient le lait de leurs brebis pour l'industrie et l'artisanat de Roquefort-sur-Soulzon, de leurs vaches pour d'autres fromages AOP comme le bleu des causses ou pour leur production fromagère fermière. Les adrets sont complantés de vignes par les agriculteurs qui produisent du vin de Marcillac (AOC). Une diversification existe, tournée vers le tourisme rural.

## Culture locale et patrimoine

### Patrimoine religieux
- Église Saint-Paul de Salles-la-Source.  Classé MH (1937)[63] est une église romane du (XIIe siècle), contenant un Christ roman.

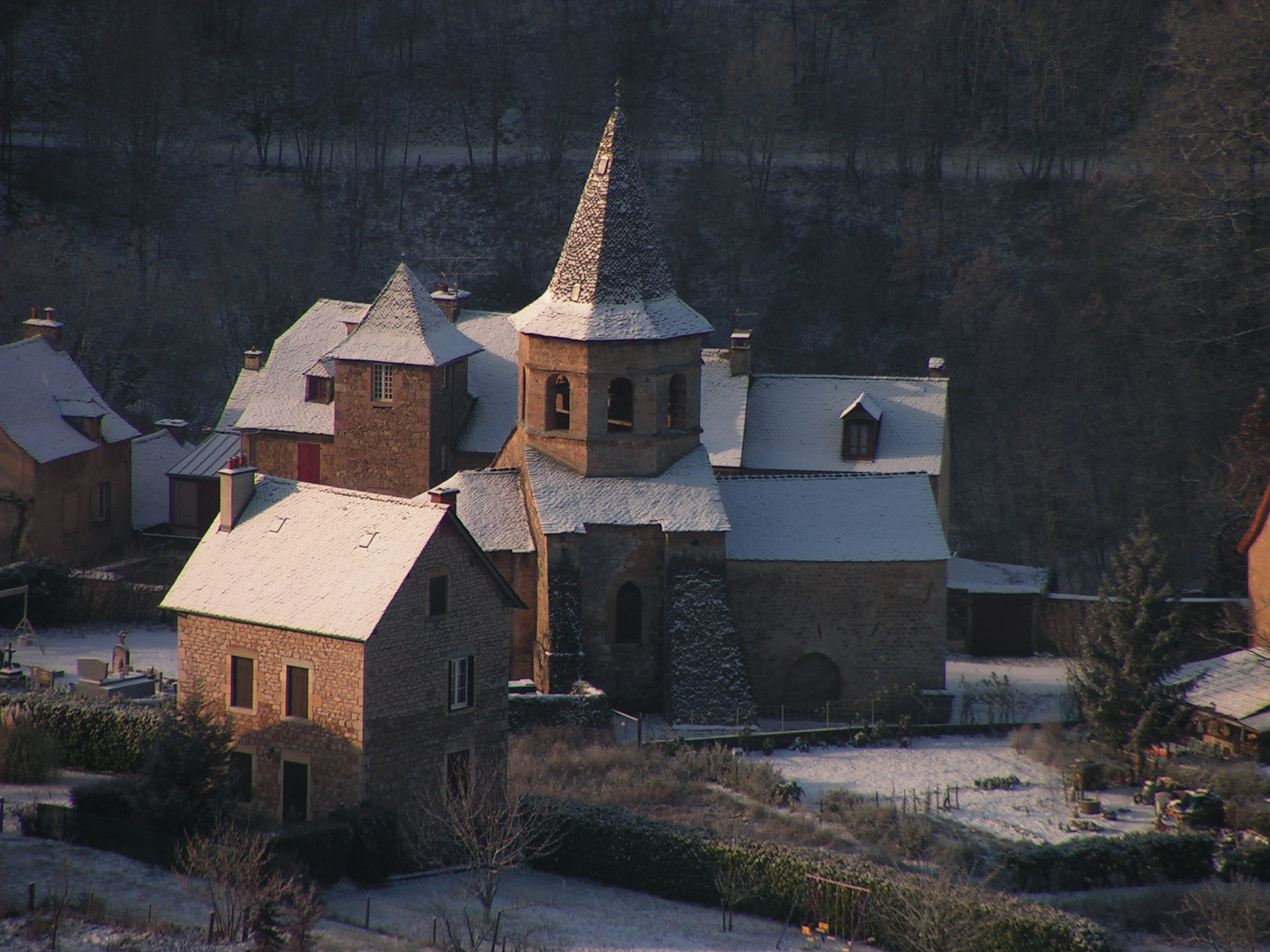
Église romane Saint-Paul, avec son clocher octogonal.

- Église Saint-Amans de Cadayrac date du 4° quart des XVe et XVIe siècles  Inscrit MH (2004)[64].
- Église Saint-Austremoine de Salles-la-Source est une église romane Classé MH (1942)[65].
- Chapelle Saint-Laurent[66] aujourd'hui partiellement ruinée, est d'origine romane.
- Église Saint-Jacques de Souyris.  Inscrit MH (1944)[67] des XIIIe et XIVe siècles.
- Église Notre-Dame-de-Vanc de Seveyrac à Vanc.
- Église Saint-Denis de Cougousse.
- Église Saint-Loup de Salles-la-Source.
- Église Notre-Dame-de-l'Assomption de Solsac.
- Église Notre-Dame-et-Saint-Jean de Mondalazac.
- Croix monumentale  Inscrit MH (1947)[68] datée de 1789, elle se compose de trois parties monolithes.

### Patrimoine civil

#### Mégalithes
Très riche en témoignages du Néolithique, la commune possède 67 dolmens et plus de 200 tumulus selon un dernier inventaire, construits il y a environ 4 500 ans. C'est sur le causse Comtal que l'on trouve la plus grande concentration de dolmens de France.
- Dolmen et tumulus du Genévrier  Classé MH (1889)[71] :
- Dolmen de Montaubert : Site archéologique du dolmen I de Montaubert  Inscrit MH (1993)[72].
- Dolmens de Pérignagol : Site archéologique du dolmen de Pérignagol I du Néolithique  Inscrit MH (1994)[73].
- Site archéologique du dolmen de Seveyrac ou de Perignagol II du Néolithique  Inscrit MH (1997)[74].
- Dolmen de Saint-Antonin  Classé MH (1989)[75].
- Site archéologique du dolmen III des Vézinies du Néolithique  Inscrit MH (1997)[76].

#### Vestiges gallo-romains
Ces vestiges sont situés au sud de Cadayrac et comprennent notamment un théâtre.

#### Châteaux
- Château de Billorgues[78]
- Château de Cadayrac[78]
- Château du Chanoine[78]
- Château du Colombier  Inscrit MH (1995)[79] des XIVe et XVe siècles, représentatif de l'architecture seigneuriale et domestique du Rouergue.

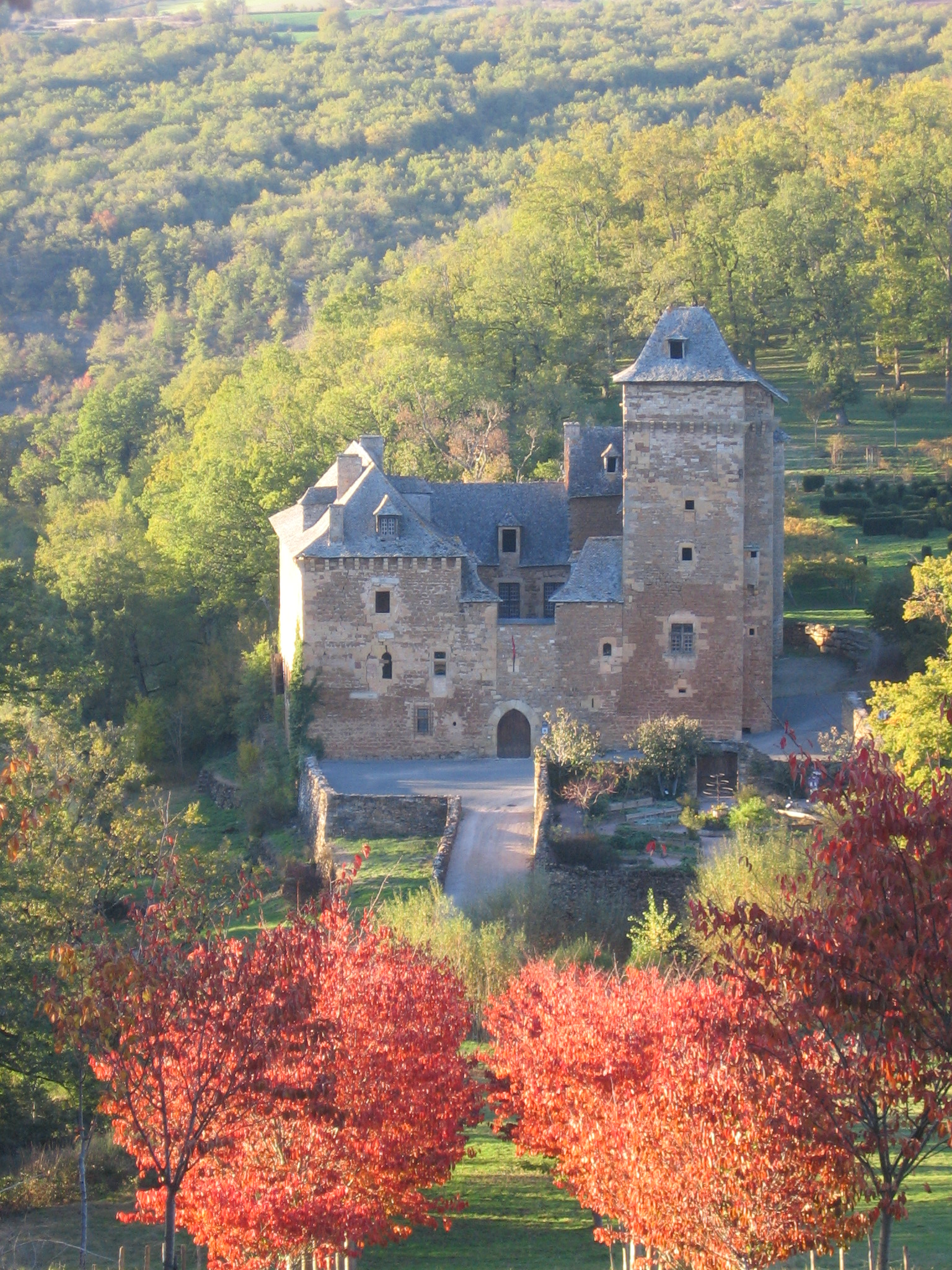
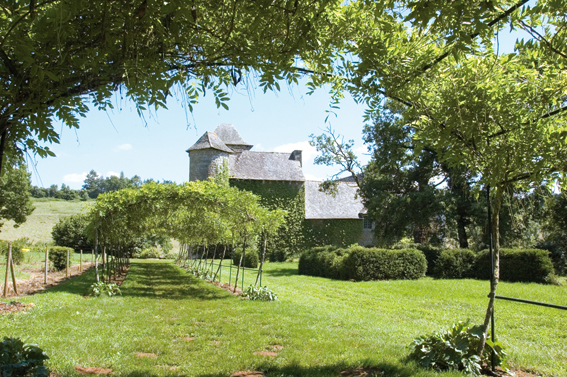
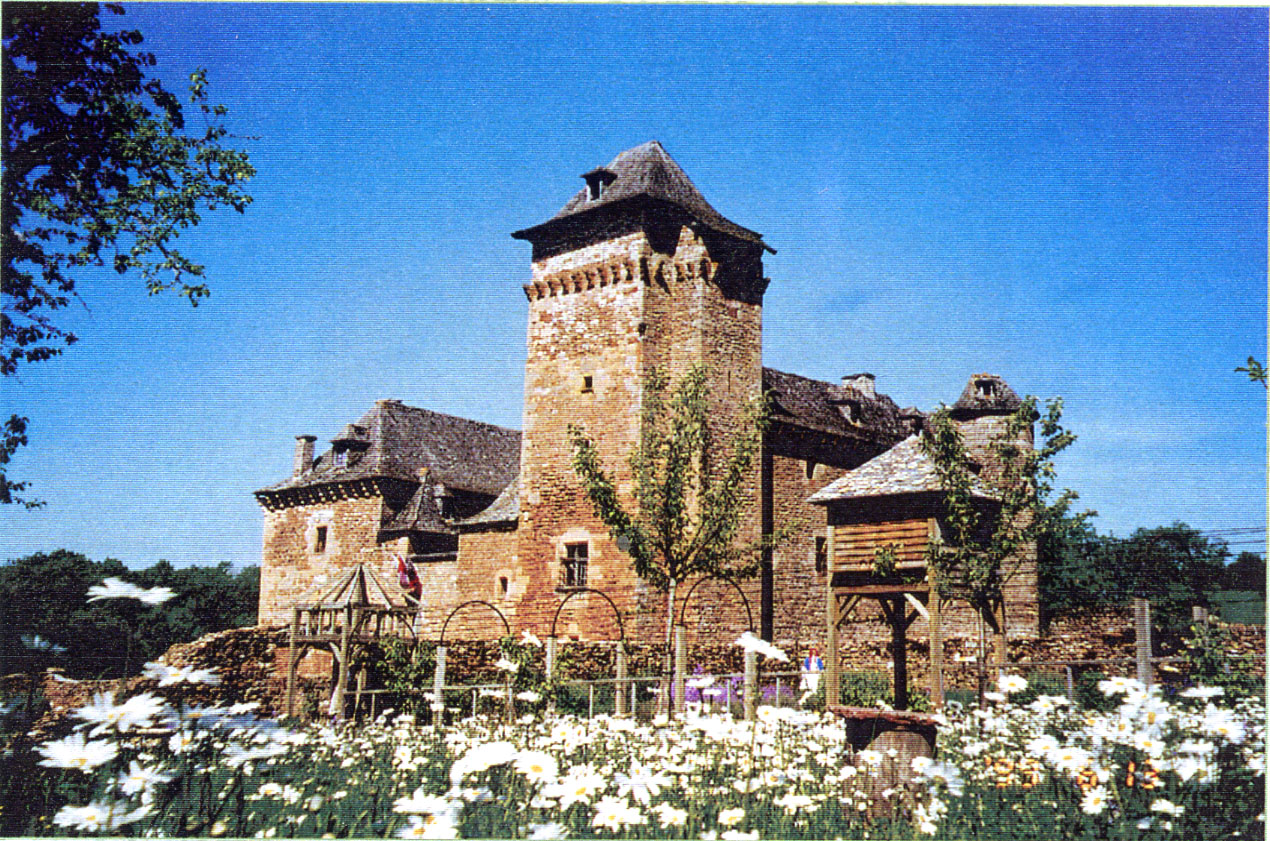

- Château de Cougousse  Inscrit MH (1993)[80] est un exemple d'architecture de maison de vignes des XVIe et XVIIe siècles.

- Château du Crès[78]
- Château de la Garde  Inscrit MH (1976)[81] du XVIIe siècle.

- Château des Ondes[82]
- Château de Peyrinhac[78]
- Château de Saint-Laurent ou Château de la Calmontie[82]
- Château Saint-Paul[82]
- Château de Saunhac à Vanc[78], château disparu.
- Château de Solsac[78]

### Patrimoine naturel
- Tindoul de la Vayssière, il s'agit d'un gouffre dont la cavité mesure 2 365 m.

#### Cascade de Salles-la-Source
Salles-la-Source présente une particularité assez rare : une chute d'eau qui tombe au milieu du village, ce qui attire un certain nombre de touristes actuellement en équilibre avec le mode de vie paisible de la population locale. Cette cascade est alimentée par une rivière souterraine qui coule depuis le tindoul de la Vayssière. Cette rivière est constituée de plusieurs bras dont l'un a été dès le XIXe capté pour faire tourner une roue implantée sur un des pignons de la filature construite au cœur du village, juste à côté de la cascade. Avec l'électrification, la filature n'a plus utilisé l'énergie hydraulique. L'eau a été canalisée pour alimenter une centrale hydroélectrique construite pour cette occasion en 1928.
Le débit de la rivière souterraine est très variable, proche de 0 litre à près de 700 litres par seconde selon la saison. La chute comme la centrale vivent sur cette variabilité des débits.

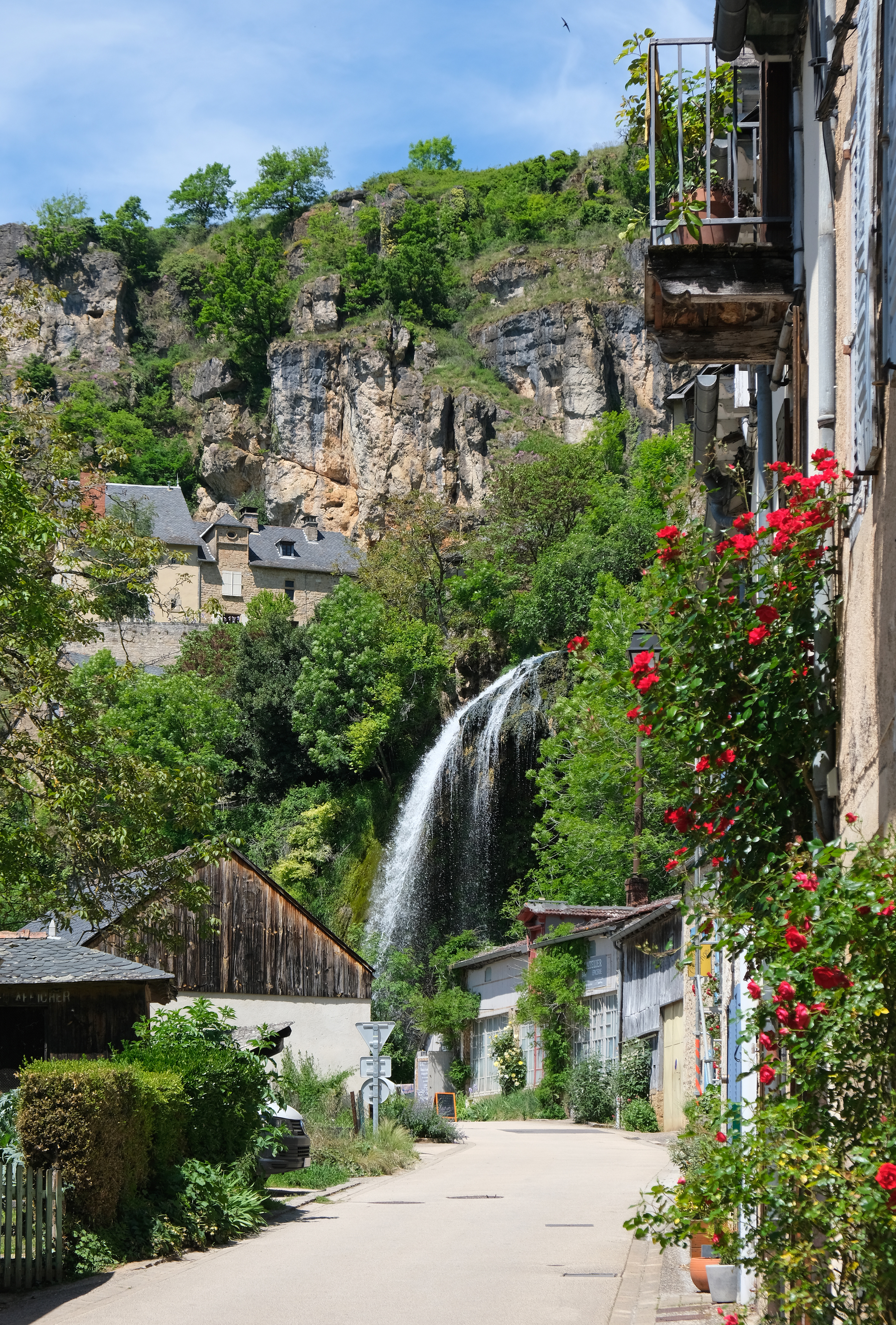
Cascade lors d'un débit faible.
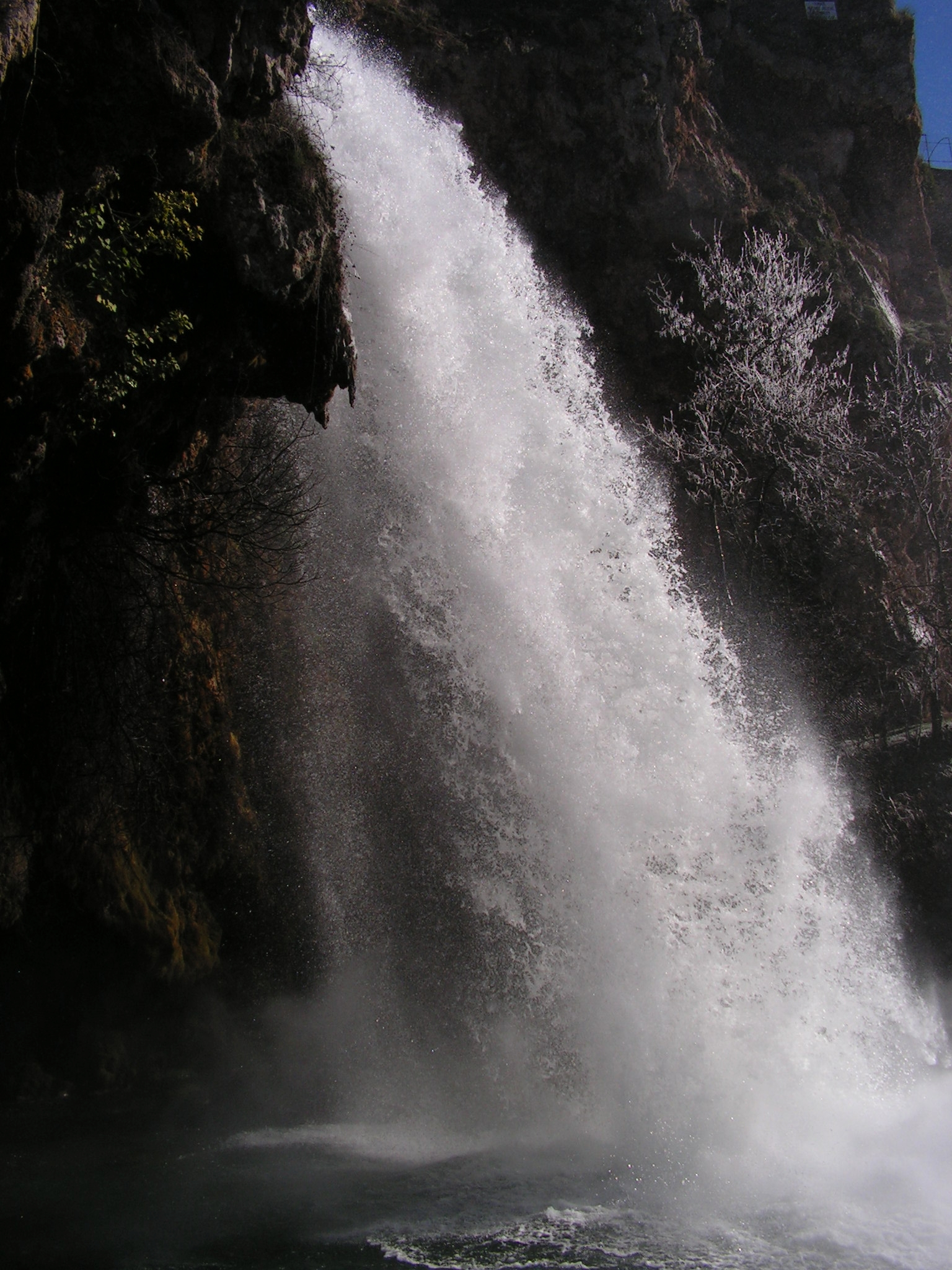
Cascade lors d'un débit élevé.

Divergence d'intérêts à propos de la cascade
En 2010, la municipalité et une partie des habitants réunis en association contestent l'utilisation du cours d'eau pour alimenter la centrale hydroélectrique. La commune ne perçoit plus l'indemnité liée à la concession qui a couru de 1972 à 2005. Une argumentation patrimoniale, écologique et surtout d'intérêt économico-touristique est mise en avant : le débit de la cascade conditionnerait l'afflux de touristes attirés par le spectacle d'une chute d'eau abondante, qu'elle soit courante ou figée par le gel. Ils estiment que la très faible quantité d'énergie produite ne justifie pas l'atteinte visuelle portée au site,,.
Le litige porte sur l'existence ou non d'une clause contractuelle de débit minimum imposé à l'industriel privé disposant de la concession. Un des arguments des opposants est l'utilisation partielle du domaine public pour le fonctionnement de la centrale sans contrepartie. Début 2011, l'association a reçu de nombreux soutiens (Conseil général, personnes politiques,, etc.), la préfecture de l'Aveyron n'agrée quant à elle toujours pas les arguments des opposants. Le 18 juin 2011, une marche de protestation symbolique est effectuée de Salles-la-Source à la préfecture de l'Aveyron à Rodez. De nombreuses personnes y affirment leur soutien, dont Christian Teyssèdre, maire de Rodez, des conseillers généraux, Yves Garric et José Bové. Le 25 juin 2011, une délégation de « Ranimons la cascade ! » a sensibilisé la ministre de l’Écologie et du Développement durable Ségolène Royal sur la valorisation du site de la cascade. Yves Garric, vice-président de l'association, a remis en cadeau une photo de la cascade à la ministre en présence de José Bové,. Une étape importante est franchie le 22 avril 2016 avec le rapport interministériel qui donne la décision de gestion de la cascade au préfet de l'Aveyron.

### Patrimoine culturel
- Musée des arts et métiers traditionnels (Salles-la-Source)

#### Dialecte
La commune fait partie de l'ancienne province du Rouergue dans le Midi de la France où l'occitan (langue vivante minoritaire non officielle) a longtemps été la langue véhiculaire. En ce qui concerne la commune, il existe une variante, le rouergat, qui est un sous-dialecte du dialecte languedocien.

### Personnalités liées à la commune
- L'abbé Charles Carnus (1749-1792), spéléologue, pionnier dans le domaine aérien, scientifique, né à Peyrinhac près de Salles-la-Source.
- Denis Frayssinous (1765-1841) évêque, membre de la Chambre des pairs, ministre, et membre de l'Académie française, né à Salles-la-Source
- Jean-Joseph Tarayre (1770-1855), général français de la Révolution et de l’Empire, né le 21 mai 1770 à Solsac, hameau de Salles-la-Source.